# Cratere Aietes
Aietes è un cratere sulla superficie di Teti.